# Polizei Sachsen
Die Polizei Sachsen ist die Landespolizei des Freistaates Sachsen.

## Geschichte

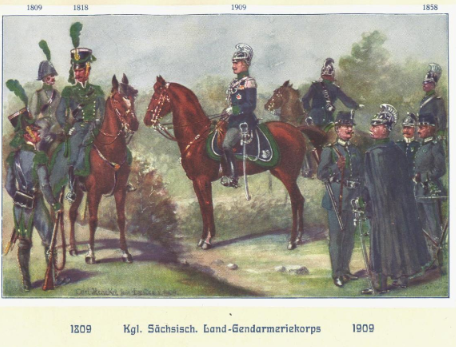
Königlich Sächsische Landgendarmerie

Am 31. Januar 1765 begründete Prinz Franz Xaver von Sachsen durch eine Verordnung des kurfürstlichen Hofes die „Kurfürstliche Polizeikommission“ für den Raum der Landeshauptstadt Dresden. Im Jahr 1809 erfolgt die Schaffung einer nach Kreisen unterteilten „Gendarmerie“. Das nachher daraus entstandene Königlich Sächsische Landesgendarmeriekorps war, im Gegensatz zu anderen Ländern, nicht militärisch organisiert, was einen großen Schritt in Richtung eines eigenständigen volksnahen Polizeikörpers bedeutete. Am 1. November 1810 wurde, unter Leitung zweier Ratsmitglieder der Stadt Leipzig ein „besonders Polizey-Amt“ geschaffen, welches erstmals auf kommununaler Ebene agierte. Nach den Napoleonischen Kriegen fiel Sachsen unter Preußens Hegemonie. Infolgedessen wurde die kurfürstliche Polizeikommission 1814 aufgelöst. Abgelöst wird diese durch das „Stadtpolizei-Kollegium“. Durch Wirken des Königs Friedrich August wird am 2. Dezember 1817 ein königlicher Präsident eingesetzt, was die Geburtsstunde einer Landespolizei darstellt. Als am 1. Mai 1853 die Verwaltung der Sicherheitspolizei vom Staat übernommen wurde, erfolgte die Aufstellung der „Königlichen Polizeidirektion Dresden“.
Nach dem Ersten Weltkrieg erfolgte eine Umgestaltung des sächsischen Staates. 1919 wurde die „Landessicherheitspolizei“ ins Leben gerufen. Während des Kapp-Putsches erweist sich die Polizei als wertvolles Mittel. Dennoch wurde am 22. September 1920 die Landessicherheitspolizei durch die „Landespolizei“ ersetzt. Die Polizeiämter der Städte Leipzig, Plauen und Chemnitz wurden ebenfalls verstaatlicht. Im Krisenjahr 1923, bedingt durch starke Aktionen seitens von Extremisten (s. z. B. Hitler-Putsch), wurde der allgemeine Notstand in Sachsen ausgerufen. Dabei unterstand die Polizei einer militärischen Leitung unter Generalleutnant Müller.
Durch das Schutzpolizeigesetz vom 15. März 1928 erfolgte eine Umorganisation der sächsischen Polizeikräfte. Aus den einzelnen Direktionen wird eine einheitliche Organisation. Am 20. September 1928 wurde die Staatspolizeiverwaltung aufgelöst, sodass das Innenministerium die Verwaltung übernahm. Ein Gesetz der Reichsregierung vom 30. Januar 1934 übertrug die Hoheitsrechte der einzelnen Länder an den NS-Staat, worauf ab 1. April 1934 die Landespolizei der Leitung des Reiches unterstand.
Nach der Kapitulation der Wehrmacht am 8. Mai 1945 und dem Zusammenbruch der bisherigen Polizeistrukturen erhielt die Sowjetische Militäradministration in Deutschland (kurz SMAD) die Kontrolle über diesen Apparat. Im Juni 1945 entstand die Deutsche Volkspolizei. Am 30. Juni 1946 wurde durch Befehl der SMA die „Deutsche Verwaltung des Inneren“ gegründet, welche polizeiliche Organe übernahm. Durch das „Gesetz über Veränderungen im Staatsaufbau der DDR“ am 23. Juli 1952 wurde die DDR in Bezirke unterteilt, denen nun auch polizeiliche Führungsstrukturen unterlagen.
Die Wiedervereinigung Deutschlands am 3. Oktober 1990 löste eine Umstrukturierung der sächsischen Landespolizei nach Vorbild der Polizeien der alten Bundesländer aus. Es wurden die gleichen Uniformen, Fahrzeuge, Bewaffnungen und Strukturen übernommen. Die Verwaltung obliegt seitdem dem Ministerium des Inneren des Freistaates Sachsen.

## Auftrag

### Aufgaben
Auftrag ist die Gewährleistung der öffentlichen Sicherheit und Ordnung. Als Strafverfolgungsbehörde geht sie gegen ordnungswidrige und strafbare Handlungen vor, ermittelt Täter und analysiert Tatmuster. Eine weitere Aufgabe ist die Gefahrenabwehr im Bereich der inneren Sicherheit, das heißt, die Verhütung oder Unterbindung von rechtswidrigen Handlungen jeder Art. Im Rahmen der Verkehrsüberwachung regelt sie Verkehrsströme und hat eine tragende Rolle in der Notfallhilfe (Notruf). Ferner sorgt die Polizei in enger Kooperation mit Behörden für die Verbrechensprävention, um bereits im Vorfeld mögliche Straftaten zu erkennen und zu verhindern.

### Rechtsgrundlagen
Für den Bereich der Gefahrenabwehr ergeben sich die Eingriffsbefugnisse der Polizei aus dem Sächsischen Polizeivollzugsdienstgesetz (SächsPVDG).
Die Ermächtigung für das Einschreiten zur Strafverfolgung ergibt sich aus der Strafprozessordnung (StPO).

## Organisation

### Organisation bis 2004
Bis 2004 gliederte sich der Polizeivollzugsdienst wie folgt:
- Landespolizeipräsidium im Staatsministerium des Innern (Landespolizeipräsidium),
- Polizeipräsidium Chemnitz (Polizeidirektionen Aue, Chemnitz, Freiberg, Plauen und Zwickau)
- Polizeipräsidium Dresden (Polizeidirektionen Bautzen, Dresden, Görlitz, Pirna und Riesa)
- Polizeipräsidium Leipzig (Polizeidirektionen Grimma, Leipzig und Torgau)
- Landespolizeidirektion Zentrale Dienste
- Landeskriminalamt
- Präsidium der Bereitschaftspolizei (Bereitschaftspolizeiabteilungen Chemnitz, Dresden und Leipzig)

### Organisation ab 2005
Das Landespolizeipräsidium (LPP) ist die Abteilung 3 des Sächsischen Staatsministeriums des Innern.
Die Organisationsstruktur der Sächsischen Polizei wurde in einer Verwaltungsvorschrift festgelegt.
und im Rahmen der Verschlankung der Verwaltung zum Jahr 2013 geändert. Durch die 2013 erfolgte Veränderung wurde die Landespolizeidirektion Zentrale Dienste in das Polizeiverwaltungsamt umorganisiert sowie die Bereitschaftspolizeiabteilungen in Chemnitz, Dresden und Leipzig aufgegeben.
Somit sind derzeit dem Landespolizeipräsidium die fünf Polizeidirektionen, mit Namen und Sitz in Chemnitz, Dresden, Görlitz, Leipzig und Zwickau, dazu das Präsidium der Bereitschaftspolizei (Sitz: Leipzig), das Polizeiverwaltungsamt (Sitz: Dresden) und die Hochschule der Sächsischen Polizei (FH) in Rothenburg zugeordnet.
| Struktur 1. Januar 2005 bis 31. Dezember 2012 | Struktur seit 1. Januar 2013 |
| --- | --- |
| Polizeidirektion Oberlausitz-Niederschlesien - Autobahnpolizeirevier Bautzen - Polizeirevier Weißwasser - Polizeirevier Görlitz - Polizeirevier Niesky - Polizeirevier Zittau - Polizeirevier Löbau - Polizeirevier Hoyerswerda - Polizeirevier Kamenz - Polizeirevier Radeberg - Polizeirevier Bautzen - Polizeirevier Bischofswerda | Polizeidirektion Görlitz - Polizeirevier Weißwasser - Polizeirevier Görlitz - Polizeirevier Zittau-Oberland - Polizeirevier Hoyerswerda - Polizeirevier Kamenz - Polizeirevier Bautzen |
| Polizeidirektion Dresden - Polizeirevier Dresden-Mitte - Polizeirevier Dresden-Blasewitz - Polizeirevier Dresden-West - Polizeirevier Dresden-Nord - Polizeirevier Dresden-Südost - Polizeirevier Dresden-Nordwest | Polizeidirektion Dresden - Polizeirevier Dippoldiswalde - Polizeirevier Dresden-Mitte - Polizeirevier Dresden-Nord - Polizeirevier Dresden-Süd - Polizeirevier Dresden-West - Polizeirevier Großenhain - Polizeirevier Meißen - Polizeirevier Pirna - Polizeirevier Riesa - Polizeirevier Sebnitz                                    |
| Polizeidirektion Oberes Elbtal-Osterzgebirge - Autobahnpolizeirevier Oberes Elbtal-Osterzgebirge - Polizeirevier Meißen - Polizeirevier Pirna - Polizeirevier Riesa - Polizeirevier Sebnitz | Polizeidirektion Dresden - Polizeirevier Dippoldiswalde - Polizeirevier Dresden-Mitte - Polizeirevier Dresden-Nord - Polizeirevier Dresden-Süd - Polizeirevier Dresden-West - Polizeirevier Großenhain - Polizeirevier Meißen - Polizeirevier Pirna - Polizeirevier Riesa - Polizeirevier Sebnitz                                    |
| Polizeidirektion Chemnitz-Erzgebirge - Autobahnpolizeirevier Chemnitz - Polizeirevier Annaberg - Polizeirevier Aue - Polizeirevier Chemnitz-Mitte - Polizeirevier Chemnitz-Ost - Polizeirevier Chemnitz-Süd - Polizeirevier Chemnitz-West - Polizeirevier Döbeln - Polizeirevier Freiberg - Polizeirevier Glauchau - Polizeirevier Limbach-Oberfrohna - Polizeirevier Marienberg - Polizeirevier Mittweida - Polizeirevier Rochlitz - Polizeirevier Stollberg | Polizeidirektion Chemnitz - Autobahnpolizeirevier Chemnitz - Polizeirevier Annaberg - Polizeirevier Aue - Polizeirevier Chemnitz-Nordost - Polizeirevier Chemnitz-Südwest - Polizeirevier Döbeln - Polizeirevier Freiberg - Polizeirevier Marienberg - Polizeirevier Mittweida - Polizeirevier Rochlitz - Polizeirevier Stollberg    |
| Polizeidirektion Südwestsachsen - Autobahnpolizeirevier Reichenbach - Polizeirevier Aue - Polizeirevier Auerbach - Polizeirevier Plauen - Polizeirevier Werdau - Polizeirevier Zwickau | Polizeidirektion Zwickau - Polizeirevier Auerbach - Polizeirevier Glauchau - Polizeirevier Plauen - Polizeirevier Werdau - Polizeirevier Zwickau |
| Polizeidirektion Leipzig - Polizeirevier Leipzig-Innenstadt - Polizeirevier Leipzig-Mitte - Polizeirevier Leipzig-Nord - Polizeirevier Leipzig-Nordost - Polizeirevier Leipzig-Südwest - Polizeirevier Leipzig-Südost - Polizeirevier Leipzig-West | Polizeidirektion Leipzig - Autobahnpolizeirevier Leipzig - Polizeirevier Borna - Polizeirevier Delitzsch - Polizeirevier Eilenburg - Polizeirevier Grimma - Polizeirevier Leipzig-Nord - Polizeirevier Leipzig-Südost - Polizeirevier Leipzig-Südwest - Polizeirevier Leipzig-Zentrum - Polizeirevier Oschatz - Polizeirevier Torgau |
| Polizeidirektion Westsachsen - Autobahnpolizeirevier Westsachsen - Polizeirevier Borna - Polizeirevier Delitzsch - Polizeirevier Döbeln - Polizeirevier Eilenburg - Polizeirevier Grimma - Polizeirevier Markkleeberg - Polizeirevier Torgau | Polizeidirektion Leipzig - Autobahnpolizeirevier Leipzig - Polizeirevier Borna - Polizeirevier Delitzsch - Polizeirevier Eilenburg - Polizeirevier Grimma - Polizeirevier Leipzig-Nord - Polizeirevier Leipzig-Südost - Polizeirevier Leipzig-Südwest - Polizeirevier Leipzig-Zentrum - Polizeirevier Oschatz - Polizeirevier Torgau |

Die sächsische Polizei stellte zum 1. Januar 2009, wie fast alle anderen Länder, von der Farbe Grün auf Blau um.
Die Polizei wird von der „Sächsischen Sicherheitswacht“ unterstützt. Dies sind Bürger, die in mehreren Tageskursen geschult werden, um das Sicherheitsgefühl der Bevölkerung zu stärken und Hinweise aus der Bevölkerung an die Polizeidienststellen weiterzuleiten. Die Sicherheitswächter sind maximal 40 Stunden im Monat (meist) zu Fuß in Städten und Gemeinden unterwegs und erhalten eine Aufwandspauschale. Sie sind an polizeitypischer Oberbekleidung (Jacke, Hemd) zu erkennen, die das Sächsische Wappen tragen und auf der der Schriftzug „Sächsische Sicherheitswacht“ steht.

## Personal

### Landespolizeipräsident
- 1991–1992: Fritz Maier
- 1. Juli 1993–31. Oktober 1998: Hans-Ulrich Herzberg
- 1998–März 2002: Bernd Groh
- Dezember 2002–28. Februar 2005: Eberhard Pilz
- 1. März 2005–30. Juni 2007: Klaus Fleischmann
- 25. September 2007–30. September 2012 Bernd Merbitz
- 1. Oktober 2012–30. November 2014: Rainer Kann
- 1. Dezember 2014–31. Dezember 2018: Jürgen Georgie
- 1. Januar 2019–31. März 2022: Horst Kretzschmar
- ab 1. April 2022: Jörg Kubiessa

### Präsident der Bereitschaftspolizei
- 1996–31. Dezember 1999: Horst Wawrzynski
- 1. Januar 2000–2001: Helmut Lunau
- 2001–31. Dezember 2004: Paul Scholz
- 1. Januar 2005–April 2008: Horst Wawrzynski
- April 2008–28. Februar 2009: Rolf Müller
- 1. März 2009–Juni 2014: Ulrich Bornmann
- Juli 2014–31. März 2016: Horst Kretzschmar
- 1. April 2016–21. September 2018: Horst Schröder
- 21. September 2018 – 1. Juli 2022: Dirk Lichtenberger
- seit 12. Dezember 2022: Peter Langer

### Präsident des Landeskriminalamtes
- 1. Dezember 1991–2003: Peter Raisch
- Juli 2004–März 2011: Paul Scholz
- April 2011–30. April 2017: Jörg Michaelis
- 1. Mai 2017–7. April 2021: Petric Kleine
- seit 7. April 2021: Sonja Penzel

### Präsident der Polizeidirektion Zentrale Dienste/Polizeiverwaltungsamt
- September 1991–31. August 1998: Dieter Hanitsch
- 1. September 1998–31. Dezember 2004: Andreas Arnold
- 1. Januar 2005–28. Februar 2009: Jörg Michaelis
- 1. März 2009–16. Februar 2011: Richard Linß
- März–Juni 2011: Jürgen Georgie
- Juli 2011–4. Februar 2015: Dieter Hanitsch
- September 2015–30. April 2017: Torsten Schultze
- seit 1. Mai 2017: Jörg Michaelis

### Präsidenten der Landespolizeidirektionen/Polizeipräsidien (1990–2004)
- Chemnitz
  - - 31. Dezember 1999: Wilfried Thewes
  - 1. Januar 2000–31. Dezember 2004: Horst Wawrzynski
- Leipzig
  - 1. Februar 1993–31. Dezember 1999: Helmut Lunau
  - 1. Januar 2000–31. Dezember 2004: Manfred Schweizer
- Dresden
  - 1998–2002: Eberhard Pilz

### Präsidenten/Leiter der Polizeidirektionen

#### 1990–2004
- Aue
  - August 1991–August 1999: Horst Schröder
  - 1. Oktober 1999–31. Dezember 2004: Conny Stiehl
- Bautzen
  - 3. Januar 2000–31. Dezember 2004: Wolfgang Gunkel
- Chemnitz
  - 1. August 1999–31. Dezember 2004: Uwe Reißmann
- Dresden
  - Oktober 1990–September 1991: Andreas Arnold
  - Oktober 1991–1995: Paul Scholz
  - 1995–1998: Eberhard Pilz
- Freiberg
  - 1991–1992: Hans Schmid
  - 1992–1998: Klaus Geyer
  - bis 31. Dezember 2004: Volker Höhne
- Grimma
  - 1. September 1998–31. Dezember 2004: Bernd Merbitz
- Görlitz
- Leipzig
  - 6. Juni 1995–31. Dezember 2004: Rolf Müller
- Riesa
  - 1. August 1991–August 1998: Günter Liebenow
- Plauen
  - 1. Juni 1995–1996: Uwe Reißmann
  - 1. September 1996–31. Dezember 2004: Johannes Heinisch
- Riesa
  - 24. August 1998–1. Mai 2002: Richard Linß
- Torgau 
  - 1991–1998: Bernd Gasch
  - 1998–31. Dezember 2004: Wolfram Thiele
- Zwickau
  - 1991 bis 21. März 1993: Heiner Amann
  - 22. März 1993–5. Juni 1995: Rolf Müller
  - 6. Juni 1995–31. Dezember 1996: Conny Stiehl
  - 1. Januar 1997–31. Juli 1999: Uwe Reißmann
  - 1. Februar 2000–31. Dezember 2004: Dieter Kroll

#### 2005–2012
- Polizeidirektion Oberlausitz-Niederschlesien
  - 1. Januar 2005–Oktober 2005: Wolfgang Gunkel
  - Januar 2006–Februar 2009: Richard Linß
  - März 2009–17. März 2011: Andreas Baumann
  - 18. März 2011–31. Dezember 2012: Conny Stiehl
- Polizeidirektion Dresden
  - 1. Januar 2005–30. Juni 2005: Manfred Schweizer
  - August 2005–Juni 2011: Dieter Hanitsch
  - Juni 2011–31. Dezember 2012: Dieter Kroll
- Polizeidirektion Oberes Elbtal-Osterzgebirge
  - 1. Januar 2005–31. Dezember 2009: Günter Liebenow
  - 1. Januar 2010–31. Dezember 2012: Joachim Klar
- Polizeidirektion Chemnitz-Erzgebirge
  - 1. Januar 2005–31. Dezember 2012: Uwe Reißmann
- Polizeidirektion Südwestsachsen
  - 1. Januar 2005–Juni 2011: Dieter Kroll
  - 27. Juni 2011–31. Dezember 2012: Jürgen Georgie
- Polizeidirektion Leipzig
  - 1. Januar 2005–April 2008: Rolf Müller
  - 1. Mai 2008–30. September 2012: Horst Wawrzynski
  - 1. Oktober 2012–31. Dezember 2012: Bernd Merbitz
- Polizeidirektion Westsachsen
  - 1. Januar 2005–30. Juni 2007: Bernd Merbitz
  - 2008–2011: Jürgen Georgie
  - März 2011–Dezember 2012: Horst Schröder (kommissarisch)

#### Seit 2013
- Polizeidirektion Görlitz
  - 1. Januar 2013 – 30. April 2017: Conny Stiehl
  - 1. Mai 2017 – 31. Januar 2019: Torsten Schultze
  - ab 1. Mai 2019: Manfred Weißbach
- Polizeidirektion Dresden
  - 1. Januar 2013 – 31. März 2016: Dieter Kroll
  - 1. April 2016 – 31. Dezember 2018: Horst Kretzschmar
  - 15. März 2019 – 1. April 2022: Jörg Kubiessa
  - seit Mitte Juni 2022: Lutz Rodig
- Polizeidirektion Chemnitz
  - 1. Januar 2013 – 31. Juli 2018: Uwe Reißmann
  - 1. August 2018 – 7. April 2021: Sonja Penzel
  - ab 1. Juli 2021: Carsten Kaempf
- Polizeidirektion Zwickau
  - 1. Januar 2013 – 31. Mai 2013: Jürgen Georgie
  - 1. Juni 2013 – 29. Februar 2016: Johannes Heinisch
  - 1. März 2016 – 30. April 2017: Reiner Seidlitz
  - 1. Mai 2017 – 30. April 2020: Conny Stiehl
  - 1. Mai 2020 – 31. Januar 2021: René Demmler
  - 1. Februar 2021 – Mitte Juni 2022: Lutz Rodig
  - seit 1. Juli 2022: Dirk Lichtenberger
- Polizeidirektion Leipzig
  - 1. Januar 2013 – 31. Januar 2019: Bernd Merbitz
  - 1. Februar 2019 – 31. Januar 2021: Torsten Schultze
  - seit 1. Februar 2021: René Demmler

## Ausrüstung

### Uniform
Am 5. November 2008 wurde vom sächsischen Innenministerium in einem Pressebericht bekanntgegeben, dass Sachsen zum 1. Januar 2009 eine neue blaue Uniform einführt. Die Polizeibeamtinnen und Polizeibeamten sollten abstimmen, welche Uniform eingeführt werden sollte. Zur Auswahl standen die neuen Uniformmodelle der Länder Hessen und Brandenburg. Ein Ergebnis wurde Ende November erwartet.
Am 2. Dezember 2008 wurde bekanntgegeben, dass das neue Brandenburger Uniformmodell eingeführt wird. Zum 1. Januar werden die Bereitschaftspolizei und ab Juli 2009 die Beamten des normalen Streifendienstes mit der neuen Uniform eingekleidet. Die Uniformumstellung wurde im Juni 2011 abgeschlossen.

### Fahrzeuge

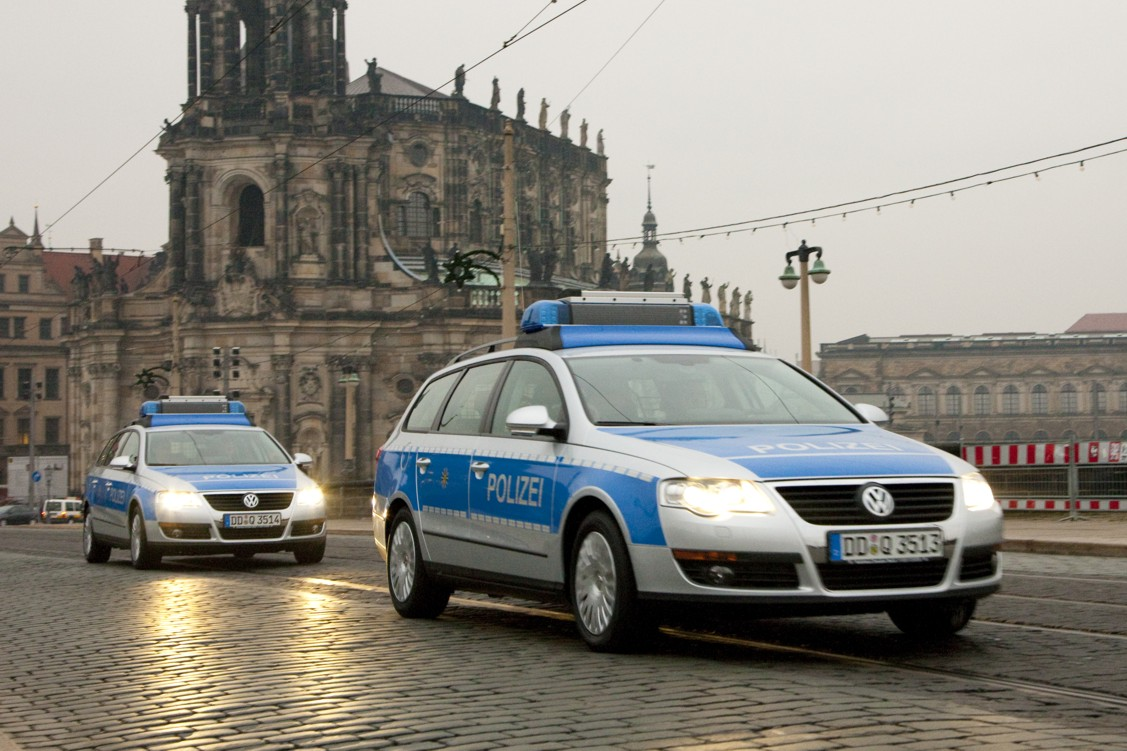
Streifenwagen VW Passat in neuer blau-silberner Farbgebung

Ford Ranger in der Sächsischen Schweiz

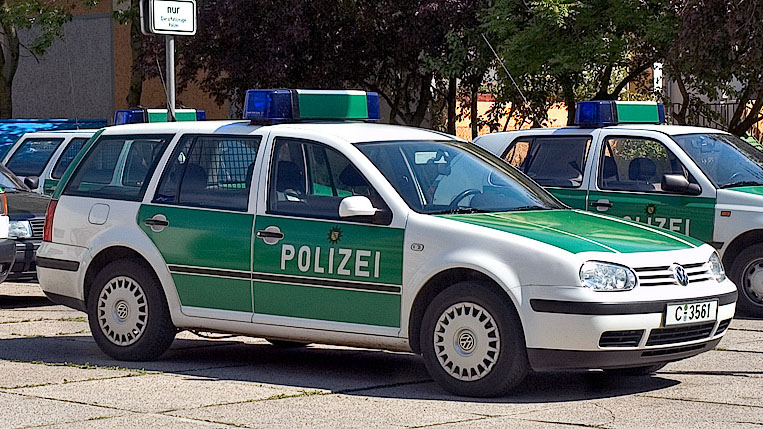
Streifenwagen VW Golf IV Variant mit der früheren grün-weißen Lackierung

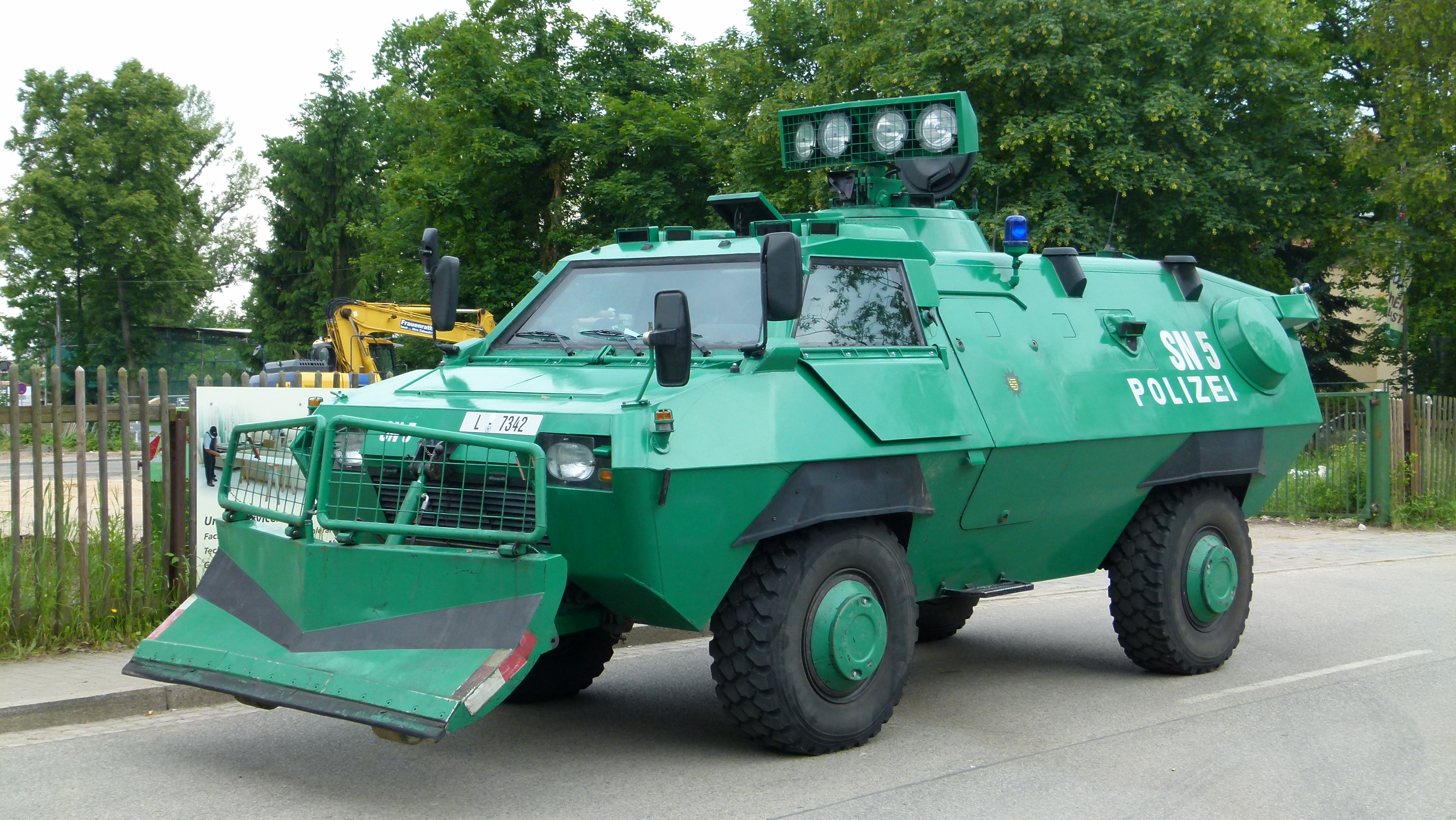
Sonderwagen der Polizei Sachsen

Die Sächsische Polizei nutzt als Dienstfahrzeuge überwiegend Fahrzeuge der Marken Audi, Mercedes-Benz und Volkswagen. Vereinzelt kommen auch Fahrzeuge der Hersteller BMW und Opel sowie Ford Ranger zum Einsatz.
Die Bereitschaftspolizei nutzt auch Fahrzeuge anderer Marken wie zum Beispiel BMW, Ford und Fiat.
Zusätzlich verfügt die Bereitschaftspolizei an ihren drei Standorten über je einen WaWe 10 und insgesamt zwei Sonderwagen 4 (SW 4). Die Sonderfahrzeuge sind der technischen Einsatzeinheit mit Dienstort in Leipzig unterstellt.
Streifenwagen sind derzeit Mercedes-Benz Vito, VW Golf, VW Passat, VW Touran und VW T5.
Alle nicht-zivilen Polizeifahrzeuge in Sachsen verwenden das Kennzeichen DD-Q XXXX. Bei Fahrzeugen der Bereitschaftspolizei beginnt die vierstellige Ziffer mit einer sieben. (DD-Q 7XXX).
Im Rahmen des vom Schaufenster Elektromobilität mitfinanzierten Projekts Elektromobilität Polizei Sachsen (EmoPol) verfügt die sächsische Polizei seit Anfang Juni 2016 über 24 Mercedes-Benz B-Klasse Electric Drive, 15 Renault ZOE und 5 Renault Kangoo Z.E. Mit Ausnahme der Renault Kangoo sind diese Fahrzeuge blau-weiß foliert.
Aktuelle Streifenmotorräder sind Modelle der Marke BMW, des Weiteren verfügt die Polizei über vier Motorräder der Marke Victory vom Typ Cross Country Tour. Diese werden in der Region Chemnitz, vor allem zur Bekämpfung von Grenzkriminalität eingesetzt.
Farbgebung
Zeitgleich mit der Einführung der neuen blauen Uniformen werden neue Streifenwagen und Einsatzfahrzeuge in der Farbe Blau-Silber angeschafft. Die Farbe Blau wird auch bei weiterer Polizeiausstattung berücksichtigt werden.
Die ersten blau-silbernen Streifenwagen, insgesamt 320 Stück, wurden am 16. Dezember 2008 durch Ministerpräsident Stanislaw Tillich der Polizei übergeben.

### Luftfahrzeuge
Die dem Präsidium der Bereitschaftspolizei unterstehende Hubschrauberstaffel unterhält drei Hubschrauber vom Typ EC 135.

## Polizei Sachsen 2020
Unter dem genauen Projektnamen „Verbesserung der Effizienz und Qualität der polizeilichen Aufgabenwahrnehmung“ versteht sich ein Feinkonzept des Innenministeriums Sachsens, die sächsische Polizei zukunftsfähig zu machen und ihre Relationen kommenden Aufgabenbereichen anzupassen. Aufgrund der rückläufigen Bevölkerung und einer Abnahme der Straftaten (seit 1995 um ca. 30 %) und Verkehrsunfälle (seit 1999 um 21 %) geht neben einer Modernisierung ein Abbau der Kräfte einher, da eine um bis zu 30 % höhere Verhältnismäßigkeit der Polizeistärke, im Vergleich zu dem Durchschnitt der westlichen Flächenländer, nicht mehr hinnehmbar ist. Insgesamt sollen 11.280 Stellen 2020 vorhanden sein. Im Vergleich dazu stehen heutzutage 13.911 berufstätige Polizisten. Damit würden dennoch auf einen Beamten 405 Bürger kommen, wobei es in den Altbundesländern ganze 427 wären, sodass eine verhältnismäßig hohe Polizeidichte vorzuweisen wäre.
Die genaue Verteilung unter den einzelnen Direktionen würde wie folgt aussehen:
- Chemnitz: 1.701
- Dresden: 2.187
- Görlitz: 1.243
- Leipzig: 2.440
- Zwickau: 1.075

Weitere Instanzen:
- Landeskriminalamt: 815
- Bereitschaftspolizei: 1.271
- Landesamt für Polizeitechnik, Logistik und Verwaltung: 391
- Hochschule der Sächsischen Polizei (FH): 124

Alles in allem wird die Polizei Sachsens nach diesen Planungen 41 Polizeireviere und weitere 114 Polizeistandorte umfassen.
Auch wird geplant, die Polizei im Bereich unnötiger Ressorts zu entlasten, sodass ihr die Möglichkeit erteilt wird, sich mit mehr Leistung auf primäre Bereiche konzentrieren zu können. Für die zukünftig ausgelassenen Funktionen werden Privatisierungen oder ersatzlose Alternativen herangezogen.
2020 wurde auch das sog. Fahrradgate bekannt. Über einen Zeitraum von vier Jahren hat eine Polizistin der Ermittlungsgruppe „Zentrale Bearbeitung der Fahrradkriminalität“ (ZentraB Fahrrad) der Polizei Leipzig sichergestellte Fahrräder innerhalb von Polizei und Staatsanwaltschaft weiterverkauft. Es gibt mehr als 100 weitere Beschuldigte, Verfahren werden wegen Korruption, Strafvereitelung im Amt, Diebstahl und Unterschlagung geführt. Die Integrierte Ermittlungseinheit Sachsen (INES) im Landeskriminalamt Sachsen ist für Ermittlungen im Bereich der Korruption zuständig und führte im Juli 2019 eine Hausdurchsuchung durch, bei der die Ermittler zahlreiche Unterlagen sicherstellten. Im selben Jahr wurde das Sächsische Staatsministerium des Innern über den Korruptionsskandal informiert.

## Kinderpolizist POLDI
Im Jahr 1994 führte die Polizei Sachsen den Polizeidinosaurier POLDI als Maskottchen ein.
Er wird als Kinderpolizist bezeichnet und ist in mehreren Medien vor allem mit Präventionsthemen präsent. Im Ganzkörperkostüm nimmt POLDI Termine an wechselnden Orten in Sachsen sowie Konzerte mit dem Orchester der Polizei Sachsen wahr. Auf seiner Homepage POLDI sind unter anderem Videos, Hörspiele, Arbeits- und Spielmaterialien erhältlich.